# ژپید
ژپید (به فرانسوی: Gépides) مردمانی ژرمن و در پیوند یا زیرشاخه‌ای از گوت‌ها بودند. آنان در حدود ۲۶۰ میلادی و با همدستی گوت‌ها در منطقه داکیه مستقرشدند. آنان در سدهٔ چهارم میلادی به اتحادیهٔ هون پیوستند، ولی سپس آنان زیر رهبری آرداریک با دیگر ژرمن‌ها هم‌پیمان‌شده و هون‌ها را در نبرد ندائو در ۴۵۴ میلادی شکست‌دادند. سپس آنان با مرکزیت سیرمیوم تشکیل یک پادشاهی دادند. یک‌صد سال پس از این تاریخ پادشاهی لمبارد آنان را شکست‌داد. بازماندهٔ قلمرو ژپید نیز در سدهٔ ششم میلادی به دست آوارهای اوراسیایی افتاد.

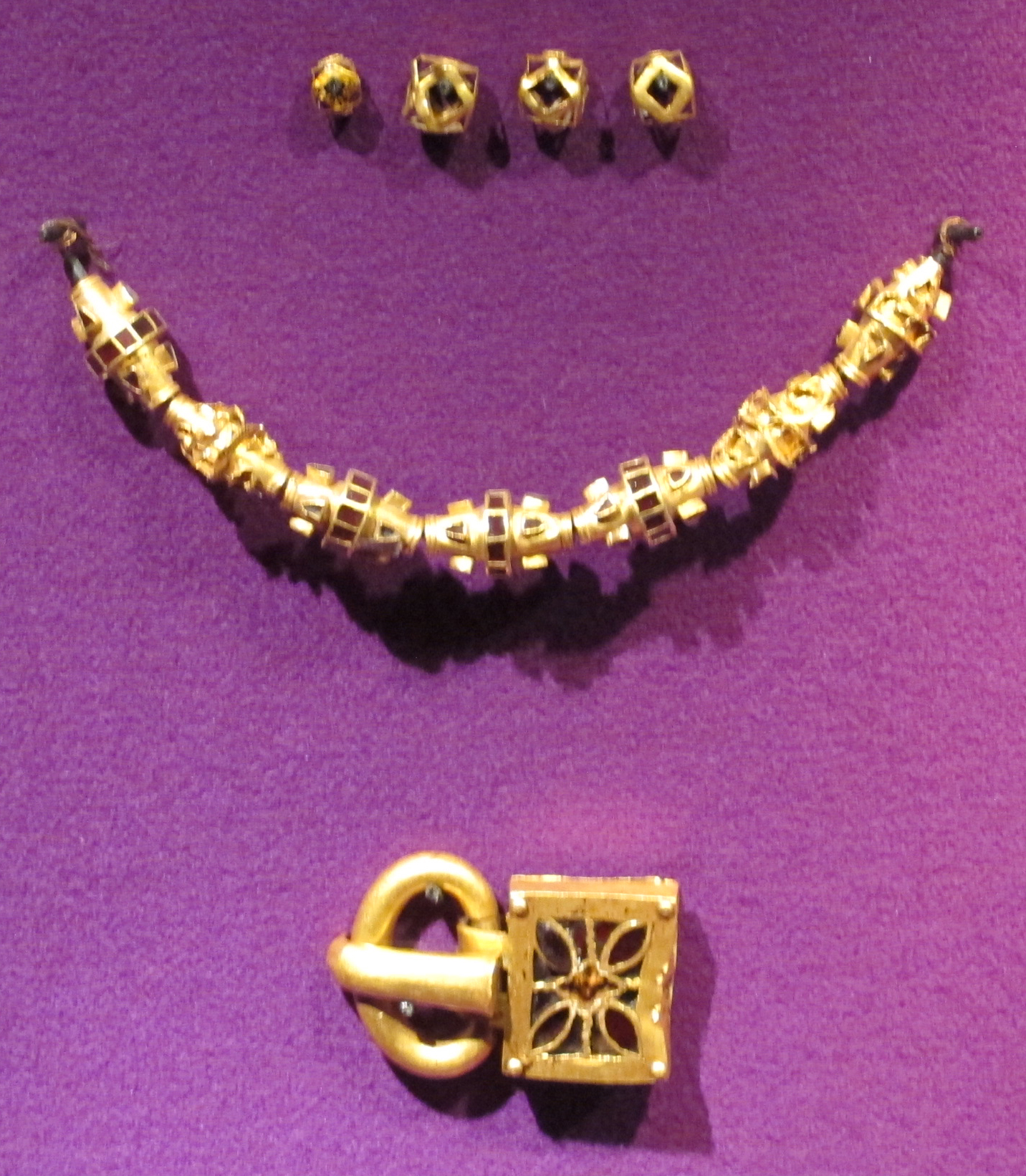
گنجینهٔ ژپید، مربوط به پیرامون ۴۵۰ تا ۵۰۰میلادی، یافته‌شده در سومشنی رومانی